# Run Devil Run (chanson)
Pour l’article homonyme, voir Run Devil Run.
Singles de Girls' Generation
Oh!
(2010) Hoot
(2010)
Run Devil Run est une chanson du girl group sud-coréen Girls' Generation. Elle est la chanson principale de la réédition de Oh!, nommé Run Devil Run.
La chanson est sortie le 17 mars 2010 en Corée du Sud sous SM Entertainment et le 25 janvier 2011 au Japon sous Nayutawave Records.

## Contexte
"Run Devil Run" a été écrit par Alex James, busbee et Kalle Engström. En 2008, la chanteuse américaine Kesha sort la démo du titre. Plus tard, le titre est repris par Girls' Generation et la version de Kesha n'est jamais sortie,. En 2011, Girls' Generation publie la version japonaise de "Run Devil Run", qui est la face A de "Mr. Taxi".

## Clip vidéo
Le clip vidéo de "Run Devil Run" est mis en ligne le 18 mars 2010.